# Siège syndical de la CGT à Cannes
Le siège syndical de la CGT à Cannes est un édifice de la vie publique, siège de la Confédération générale du travail à Cannes construit en 1972. Représentatif du brutalisme, il est labellisé « Architecture contemporaine remarquable » en 2006.

## Localisation
Le siège de l'Union locale de la CGT est situé 15 rue du Docteur-Budin, dans le quartier du Petit Juas à Cannes, dans les Alpes-Maritimes en région française Provence-Alpes-Côte d'Azur,,.

## Historique
Lors de sa campagne électorale Bernard Cornut-Gentille s'engage à construire une nouvelle bourse du travail, siège de la Confédération générale du travail de Cannes, en contrepartie du soutien des électeurs de gauche de La Bocca. Après son élection il nomme directement Michel Brante et Gérard Vollenweider, jeunes architectes associés dont le projet pour la caserne des pompiers de Cannes s'était classé deuxième au concours,,.

## Architecture
Le programme de la mairie, maître d'ouvrage, est très contraignant du fait de la configuration du site choisi : le terrain se trouve en contrebas de l'avenue des Anciens-Combattants-d'Afrique-du-Nord, la voie rapide qui passe au-dessus de la voie du chemin-de-fer, le bâtiment doit faire face aux nuisances sonores conséquentes et ne doit pas gêner la vue des habitations situées à l'arrière. À situation extrême, réponse extrême : au-delà du mouvement moderne, les deux architectes choisissent de construire selon le modèle du bunker dans un style résolument brutaliste. L'absence de dégagement dans une emprise réduite les conduit à concevoir un bâtiment quasiment sans ouverture sur les façades et à enterrer un niveau pour résoudre la question de la hauteur limitée. La lumière naturelle est apportée dans l'étage souterrain et les étages supérieurs par des puits de jour inclinés au droit des façades en retrait. Seules des baies en forme de meurtrières sont concédées en façade sud. L'escalier intérieur est déporté dans un demi silo en saillie sur la façade ouest prolongée par une aire de parking tandis qu'un large escalier extérieur donne accès à l'entrée surélevée sur la façade est. Le deuxième niveau avance dans un décroché en forme de monolithe au-dessus de la façade sud. La couverture du toit-terrasse également en retrait est en ciment. Le bâtiment est livré en 1972. L'emploi du seul béton brut de décoffrage intensifie l'aspect de bunker du bâtiment qui s'inscrit dans l'architecture brutaliste de Le Corbusier et d'Alison et Peter Smithson mais surtout dans celle de Paul Virilio et Claude Parent dont l'église Sainte-Bernadette du Banlay constitue l'exemple le plus parlant,,.

## Protection du patrimoine
Recensé dans le cadre de l'étude sur le patrimoine balnéaire de Cannes en 1987, le bâtiment est labellisé « Patrimoine du XXe siècle » en 2006, label remplacé par celui de l'« Architecture contemporaine remarquable » par le décret du 28 mars 2017,,.